# Gustav Conrau
Gustav Conrau, né en 1865 et mort en 1899, est un agent colonial allemand au Kamerun, collectionneur de statues ethniques et récolteur de plantes.

## Biographie

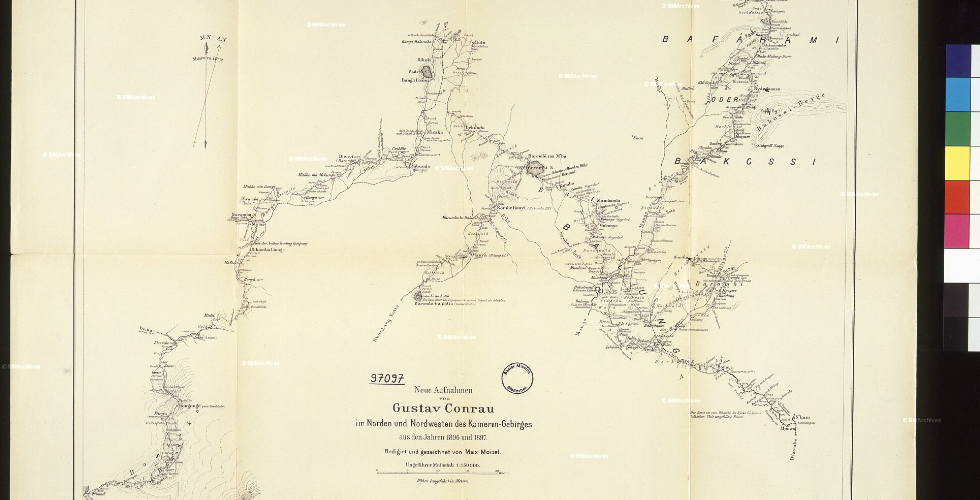
Relevés de Gustav Conrau au Kamerun en 1896-1897.

Gustave Conrau explore l'arrière-pays dans le nord-ouest du Kamerun en sa qualité d'agent de la firme Jantzen & Thormählen et, en 1891, dirige et effectue les relevés cartographiques de la Kamerun-Hinterland-Handels-Expedition Jantzen & Thormählen qui relie Mundame à Bali,.
Il travaille également à cette occasion pour le compte du Musée d'ethnologie de Berlin. À la recherche de caoutchouc, d'ivoire, et d'œuvres d'art dans la région de Fontem en 1898, il en ramène surtout de la main d'œuvre pour ses plantations sur la côte, prétextant avoir besoin de porteurs. L'année suivante, voulant réitérer cette opération, il est accusé de trafic d'indigènes et emprisonné par le jeune chef Fontem Asonganyi. En 1899, Conrau se suicide après une tentative d'évasion manquée.

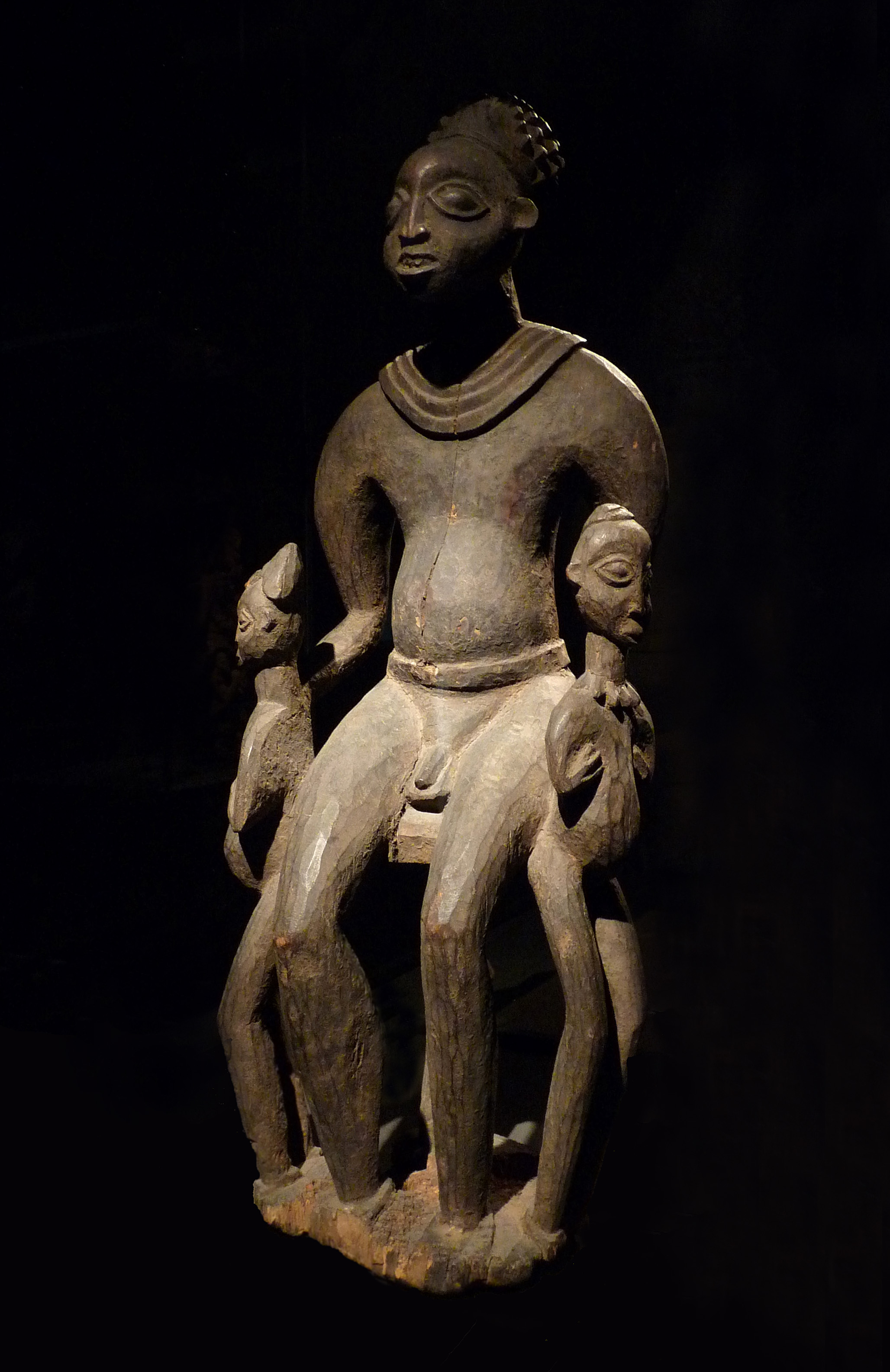
Figure masculine avec jumeaux (Bangwa), coll. Gustav Conrau (Musée ethnologique de Berlin).

## Collection de statues
Une des pièces maîtresses des statues rassemblées par Conrau est la Reine Bangwa, acquise par le musée Dapper à Paris après avoir appartenu à la collection Helena Rubinstein,.

## Herbier
L'herbier de Gustav Conrau est conservé au Jardin botanique et musée botanique de Berlin-Dahlem.

## Éponymie
Les noms scientifiques de plusieurs espèces (ou variétés) de plantes, collectées dans l'ouest du Cameroun, lui rendent hommage, telles que Agelaea conraui, Allophylus conraui, Ardisia conraui, Baphia leptostemma var. conraui, Ficus conraui, Millettia conraui ou Salacia conrauii.
Dans le règne animal, chez les amphibiens, c'est également le cas du genre Conraua, dans la famille des Conrauidae.

L'espèce de geckos Lygodactylus conraui est aussi nommée en son honneur.